# La Bruyère, Belgien
La Bruyère är en kommun i Belgien.   Den ligger i provinsen Namur och regionen Vallonien, i den centrala delen av landet, 50 km sydost om huvudstaden Bryssel. Antalet invånare är 8 856. La Bruyère gränsar till Namur, Gembloux och Éghezée. 
Trakten runt La Bruyère består till största delen av jordbruksmark. Runt La Bruyère är det ganska tätbefolkat, med 139 invånare per kvadratkilometer.